# Мёрфи, Эдвард
Эдвард Мерфи (англ. Edward A. Murphy, Jr., 11 января 1918 года — 17 июля 1990) — американский инженер, наиболее известный благодаря принципу, который позже стал известен как «Закон Мерфи». Этот закон гласит: «Все, что может пойти не так, пойдет не так». 

## Биография
Эдвард Мерфи родился в зоне Панамского канала. Он учился в Университете Сердца и позже получил степень магистра в области электротехники.
Мерфи работал на различных авиационных проектах и был вовлечен в исследования и разработки в области безопасности. Одна из его наиболее известных работ была связана с экспериментами по катастрофам и аварийным системам в 1940-х и 1950-х годах.
Закон Мерфи возник во время работ по тестированию систем и оборудования, обеспечивающих безопасность полетов. Легенда гласит, что Мерфи сказал эту фразу после инцидента, когда неправильно установленное оборудование вызвало сбой. Этот принцип стал популярным и вошел в обиход как шутливое напоминание о том, что, независимо от того, как тщательно вы планируете, всегда существует вероятность того, что что-то пойдет не так.
Закон Мерфи оказал значительное влияние на различные сферы, от инженерии до управления проектами и повседневной жизни. Он стал основой для философии управления рисками и проявляется во многих аспектах науки и технологии.
Эдвард Мерфи скончался 17 июля 1990 года.
Несмотря на то что его жизнь и карьера не были заполнены громкими достижениями, его «закон» запечатлелся в культуре и продолжает цитироваться и обсуждаться до сих пор.